# Hi-way
Hi-way är ett arkadspel för en spelare av Atari Inc., ursprungligen släppt 1975. Slogan var "Hi Way — All It Needs Is Wheels", och var Ataris första spel med cockpitkabin.

## Teknologi
Det var Ataris första bilspel där man satt ner och körde. Hårdvaran använde Durastressprocessen. Kabinen patenterades den 20 oktober 1975: (U.S. Patent # D243,626 , ).

## Spelet
Undvik bilar längsmed vägen.